# Церковь Михаила Архангела (Тюмень)
Це́рковь Михаи́ла Арха́нгела (Храм во имя Архистрати́га Бо́жиего Михаи́ла) — один из старейших православных храмов Тюмени, памятник архитектуры федерального значения. Располагается по адресу: ул. Ленина, 22 (на перекрёстке улиц Ленина и Тургенева).

## История

### Деревянное здание
Принято считать, что церковь существовала уже в 1616 году, однако прямых доказательств этому не имеется. По-видимому, первым достоверным упоминанием о храме является дозорная книга 1624 года, называющая в укреплённом посаде после холодной церкви Всемилостивого Спаса также церковь тёплую

во имя государева царёва и великого князя Михаила Феодоровича ангела и преподобнаго отца Михаила Малеина, да в той же церкви предел Зосимы и Савватия, соловецких чудотворцев, строенье мирское тюменских всяких чинов людей

В ходе разрушительного пожара 2 (12) октября 1695 года деревянная церковь сгорела, наряду с Троицкой, Спасской и Ильинской. Однако была вновь отстроена и в ходе большого пожара 4 (15) июля 1766 года сгорела повторно. 
Последнее стихийное бедствие послужило поводом для утверждения первого в истории города плана застройки Тюмени (он по-прежнему предусматривал деревянную застройку). Согласно плану, храм должен был образовать внутренний куст архитектурных доминант, вместе со Спасской, Знаменской, Ильинской и Успенской церквями.

### Каменный храм
В мае 1781 года Тюменское духовное правление ходатайствовало перед архиепископом Тобольским и Сибирским Варлаамом о замене обветшалой деревянной церкви каменным храмом. 24 мая (4 июня) разрешение было получено. 7 (18) июня 1791 года тёплый храм в честь архангела Михаила в одноэтажном исполнении был освящён. 
Первоначальный замысел состоял в том, чтобы повторить схему Знаменской церкви: форма корабля, один этаж, маленький объём алтаря, обширная трапезная, двухъярусная колокольня. Однако в процессе строительства возникла идея строить здание двухэтажным. Второй этаж (холодный) с приделом во имя Иоанна Крестителя освящён 10 (22) августа 1824 года. По завершении строительства выяснилось, что нижний этаж уже нуждается в ремонте; ремонтные работы продлились до сентября.
Церковь ещё трижды переживала ремонтные работы: в 1836 году возведена каменная ограда; в 1840 году оштукатурены и побелены стены, отремонтирована и покрашена зелёной краской крыша, обновлены позолотой маковицы с крестами, устроена водосточная система; в 1860 году снова оштукатурены и побелены стены, спустя год заменён иконостас на втором этаже.
В 1897 году было решено расширить церковь за счёт двух каменных приделов, но построен был только один — северный, по проекту архитектора Б. Б. Цинке.  3 (14) октября 1899 года он был освящён во имя Симеона Верхотурского. Придел вытянулся вдоль всей длины церкви, удвоив её вместимость. При этом композиция храма потеряла былую целостность.
В 1892—1908 годах при храме существовала церковно-приходская школа. В период с 1893 по 1898 она была смешанной со школой для детей прихожан Спасской церкви, поэтому называлась Спасо-Архангельской. С 1899 по 1904 годы в школе осуществлялось раздельное обучение, потом отделения для мальчиков и девочек были объединены.

### Послереволюционный период
По состоянию на 1919 год, церковная община состояла из жителей Большого и Малого городищ, центральной части Тюмени и деревень Дербыши, Дударева, Патрушева, Плеханова и Труфанова Тюменского уезда. 28 апреля 1922 года в церкви были конфискованы серебряная утварь и драгоценные камни в помощь голодающим в Поволжье. В 1925 году храм передан «обновленцам», а 10 декабря 1929 года церковь стала первым культовым сооружением города, закрытым Советской властью. 
В 1934—1945 годах здание трижды перестраивалось. Первоначально была разобрана колокольня, помещение реконструировали под клуб, контору, склады и гараж. В 1941 году здание передали в военное ведомство под гарнизонную прачечную, что вызвало новые капитальные перестройки. В 1945 году бывшая церковь переделана под столовую и общежитие. В том же году Тюменский областной совет депутатов трудящихся ходатайствовал перед Совнаркомом СССР об исключении храма из числа церковных зданий по причине того, что из-за неоднократных реконструкций здание потеряло церковный вид, и его реставрация невозможна и нецелесообразна. Последним из постояльцев советского времени здание занимал трест «Уралсельэлектросетьстрой».
5 июля 1976 года церковь наряду с другими храмами города включена в реестр архитектурно-монументального искусства местного значения и передана на баланс управления культуры, арендатором был Тюменский областной краеведческий музей.
21 августа 1989 года Тюменский городской Совет принял решение о передаче здания в аренду Омско-Тюменской епархии, фактически это произошло 18 июля 1991 года, уже при Тобольско-Тюменской епархии. В период 1995—2001 годов проводились строительно-восстановительные работы. В 2000 году в храме назначен настоятель.

## Современное состояние

### Архитектура
Затянувшийся срок возведения церкви привёл к тому, что первый этаж строился в стиле сибирского барокко, а второй отразил период господства классицизма, черты которого в итоге доминируют.
- Вид с улицы Тургенева (южная сторона)
- Вид с улицы Ленина (северная сторона)
- Вид с перекрёстка Тургенева-Ленина (восточная сторона)

### Стенопись
На стенах и своде трапезной, а также в конхе алтаря сохранились остатки стенописи XIX века. Фрески изображают библейские сцены и фигуры святых, заключённые в профилированные рамы и медальоны. Росписи выполнены в жанре академизма.

### Святыни
До революции в церкви находился подаренный в 1843 году статским советником Петром Дмитриевичем Жилиным (пасынком тобольского гражданского губернатора М. А. Шишкова и близким другом поэта П. П. Ершова) особо ценный серебряный с позолотой крест, с мощами угодников Варфоломея и Варнавы, великомучеников Спиридона и Феодора Тирона, царя Константина и Ефрема Сирина, царицы Феодоры и Анны Кашинской, весом 38 золотников.

### Духовенство
- Настоятель храма - протоиерей Николай Егоров
- Иерей Михаил Юмачиков[13]